# Ситников, Александр Григорьевич
Алекса́ндр Григо́рьевич Си́тников (род. 20 февраля 1945, с. Ива, Пензенская область) — советский и российский живописец.
Академик РАХ (2012; член-корреспондент 2007). Лауреат Государственной премии Российской Федерации (2002). Член Союза художников СССР с 1975 года.

## Биография
- Родился 20 февраля 1945 года в селе Ива (ныне — Нижнеломовского района) Пензенской области.
- С 1966 года начал участвовать в выставках.
- В 1972 году окончил Московский государственный художественный институт им. В. Сурикова.
- С 1975 года является членом СХ СССР (с 1993 года член Московского союза художников).
- В 1982 году получил Гран-при 5-й триеннале современного искусства. Дели, Индия.
- В 1984 году получил 1-ю премию на 7-й биеннале современного искусства. Кошице, Чехословакия.
- В 2002 году получил Государственную премию России за серию картин «Мой XX век».
- В 2003 году награждён Серебряной медалью Российской академии художеств.
- С 2007 года является членом-корреспондентом Российской академии художеств.
- С 2012 года действительный член Российской академии художеств.

## Семья
Жена — О. В. Булгакова, художник. Дочь — Наталья (1978 г.р.), художник.

## Работы находятся в собраниях
- Государственная Третьяковская галерея. Москва
- Государственный Русский музей. Санкт-Петербург
- Музей Людвига в Русском музее, Санкт-Петербург.
- Московский музей современного искусства. Россия
- Государственный музей искусств Казахстана имени А. Кастеева. Алматы
- Архангельский областной музей изобразительных искусств. Россия
- Брянский областной художественный музей. Россия
- Историко-архитектурный и художественный музей «Новый Иерусалим». Истра, Россия
- Кемеровский областной музей изобразительных искусств. Россия
- Магаданский областной музей. Россия
- Новосибирский государственный художественный музей. Россия
- Омский областной музей изобразительных искусств им. М. А. Врубеля. Россия
- Музей изобразительных искусств Республики Карелия. Петрозаводск
- Ростовский областной музей изобразительных искусств. Россия
- Саратовский художественный музей имени А. Н. Радищева
- Семипалатинский музей изобразительных искусств. Казахстан
- Музей современного искусства. Нюрнберг, Германия
- Музей современного искусства. София, Болгария
- Людвиг Форум Международного Искусства. Аахен, Германия
- Людвиг Музей Международного Искусства. Пекин, Китай
- Музей Джейн Вурхис Зиммерли. Коллекция неофициального искусства из Советского Союза. Рутгерский университет, Нью-Джерси.
- Музей Джейн Вурхис Зиммерли, коллекция Нортона и Нэнси Додж, Рутгерский университет, Нью-Брансуик, Нью-Джерси, США.
- Коллекция Колодзей русского и восточноевропейского искусства. Kolodzei Art Foundation. США
- Коллекция центра современного искусства «М’АРС». Москва
- Коллекция Маргариты и Джека Хеннесси. США
- Коллекция Михаила Бершадера и Владимира Бершадера.
- Коллекция Владимира и Ларисы Фудим. Германия
- Коллекция Оливье Местелана. Арт-Экс-Ист Фаундейшн. Швейцария
- Коллекция Эдуарда Мордуховича. Германия
- Коллекция Антонио Пикколи. Италия
- Коллекция Мартина Клотца. США
- Коллекция Аннамухамеда Зарипова. Россия